# کاروان صبا
کاروان صبا نام آلبومی موسیقی با نوازندگی سه‌تار مسعود شعاری و تنبک محمد محسن‌زاده  است. شعاری در این اثر آثار ابوالحسن صبا را برای سه‌تار اجرا و تنظیم کرده‌است. 